# Karim Ghezal

a Compétitions nationales et continentales officielles uniquement.

Dernière mise à jour le 7 décembre 2024.
Karim Ghezal, né le 29 avril 1981 à Toulouse, est un joueur et entraîneur français de rugby à XV qui jouait au poste de deuxième ligne (1,94 m pour 118 kg).

## Biographie
Gersois, d’origine algérienne, Karim Ghezal est venu au rugby sur le tard, à 15 ans. Après avoir essayé le football et le basketball, il choisit finalement le rugby sur les conseils d'un de ses amis, Florian Ninard, également futur joueur professionnel de rugby à XV.
Formé à L’Isle-Jourdain, il intègre à dix-huit ans le centre de formation de Toulouse, avec Nicolas Durand notamment, qu'il retrouvera en fin de carrière à Lyon. Il porte ensuite les couleurs de Béziers, Grenoble, Castres, Montauban, du Racing et de Lyon.
En novembre 2014, il est sélectionné dans l'équipe des Barbarians français pour affronter la Namibie au Stade Mayol de Toulon. En juin 2015, il participe à la tournée des Baabaas en Argentine pour affronter les Pumas.
En février 2016, il atteint la barre des trois cents matchs professionnels disputés.
En 2016, il met un terme à sa carrière et entre dans le staff technique de son dernier club, le Lyon OU, pour prendre en charge le secteur de la touche. En 2017, il prolonge son contrat de trois ans et est ainsi engagé avec le LOU jusqu'en 2021. En 2018, l'entraîneur des avants Sébastien Bruno quitte le club pour occuper ce poste auprès du XV de France, Karim Ghezal est alors promu entraîneur des avants, épaulé par David Attoub pour la mêlée.
En 2019, il quitte le Lyon OU pour intégrer à son tour l'encadrement de l'équipe de France, dirigé par le nouveau sélectionneur Fabien Galthié, à partir de 2020. Il apporte son expertise en touche et est co-responsable de la conquête avec William Servat, spécialiste de la mêlée.
En octobre 2023, après la coupe du monde, il quitte le staff de l'équipe de France aux côtés de Laurent Labit pour rejoindre le staff du Stade français. Labit devient directeur du rugby du club et Karim Ghezal est nommé entraîneur en chef. Toutefois, après une saison, le Stade français annonce la fin de sa collaboration avec Karim Ghezal via un communiqué de presse le 30 septembre 2024.
Le 6 décembre 2024, le Lyon OU annonce le retour, jusqu'à la fin de la saison, de Karim Ghezal dans l'encadrement du club, cette fois-ci au poste d'entraîneur en chef.

## Carrière d'entraîneur
| Saison      | Club           | Division | Poste                   | Classement             | Coupe d'Europe   | Challenge Européen |
| ----------- | -------------- | -------- | ----------------------- | ---------------------- | ---------------- | ------------------ |
| 2016 - 2017 | Lyon OU        | Top 14   | Entraîneur de la touche | 10e                    | -                | Éliminé en poule   |
| 2017 - 2018 | Lyon OU        | Top 14   | Entraîneur de la touche | Éliminé en demi-finale | -                | Éliminé en poule   |
| 2018 - 2019 | Lyon OU        | Top 14   | Entraîneur des avants   | Éliminé en demi-finale | Éliminé en poule | -                  |
| 2023 - 2024 | Stade français | Top 14   | Entraîneur en chef      | Éliminé en demi-finale | Éliminé en poule | -                  |
| 2024 - 2025 | Lyon OU        | Top 14   | Entraîneur en chef      | 13e                    | -                | En cours           |

## Palmarès
Il est vainqueur de la Pro D2 en 2016 avec le Lyon OU.

### Entraîneur
- France (entraîneur touche)
  - Vainqueur du Tournoi des Six Nations en 2022 (Grand Chelem)